# Masseria Alberotanza
La masseria Alberotanza è un'antica masseria fortificata che prende il suo nome da una nobile famiglia, situata nel territorio di Bari.

## Storia
La masseria Alberotanza, ex Torre Pieschi, sorge nelle prossimità dello stadio San Nicola. Venne edificata nel corso del Duecento ed apparteneva alla famiglia Pieschi di Modugno. Nel corso del XVIII secolo la struttura venne ampliata dalla famiglia degli Alberotanza, originaria di Mola di Bari.

## Descrizione
La parte più imponente è la torre dell’edificio che si presenta a pianta quadrata con finestre architravate. Adiacenti alla torre si trovano anche alcuni vani ad un piano che avevano la funzione di cappella e deposito degli attrezzi. Non è possibile accedervi in quanto tutte le entrate sono murate. Al suo interno è presente un ipogeo con criptoportico anch'esso inaccessibile.